# 명성왕후
명성왕후 김씨(明聖王后 金氏, 1642년 6월 3일(음력 5월 17일) ~ 1684년 1월 11일 (1683년 음력 12월 5일))는 조선 현종의 왕비이자 숙종의 어머니이다.

## 개요
본관은 청풍(淸風)이다. 지능이 비상하고 총명하였으나 성격이 거칠고 사나워 현종이 후궁을 한 명도 두지 않았다고 전해진다.
서인 출신으로 남인과 대립하며 현종의 사촌형제이자 인평대군의 세 아들 삼복 형제(복창군 · 복선군 · 복평군)와 대립하였다. 아버지 김우명과 홍수의 변을 일으켜 이들 삼복 형제를 제거하려 했으나 실패하였다.
또한 숙종이 총애하던 궁인 장씨(희빈 장씨)가 남인과 연통한다는 이유로 내쫓기도 하였다. 이 밖에 정사에 관여하며 노골적인 언사와 감정 표현 등으로 사가와 유림(儒林)들로부터 비판을 받기도 하였다.

## 생애

### 탄생과 세자빈 시절
1642년(인조 20년) 5월 17일, 효종 대에 영의정을 지낸 김육의 손녀이자, 청풍부원군 김우명과 덕은부부인 은진 송씨의 장녀로 태어났다.
1651년(효종 2년) 11월 21일, 창덕궁 인정전에서 책빈례를 거행하고 왕세자빈에 책봉되었다. 같은해 12월 왕세자였던 현종과 가례를 올렸다.
1658년(효종 9년), 회임하여 산실청이 설치되었으며 장녀인 군주(郡主)를 낳았으나 요절하였다.

### 왕비 · 왕대비 시절
1659년(현종 즉위년), 현종이 즉위하자 왕비에 책봉되었다. 현종과의 사이에서 숙종과 명선공주, 명혜공주, 명안공주를 낳았으나 1673년(현종 14년) 명선공주와 명혜공주를 같은 해에 잃는 아픔을 겪었다.
1674년 8월, 현종이 승하하고 아들인 숙종이 즉위하자 왕대비가 되었다. 당시 숙종의 나이는 13세였으나 수렴청정을 거부하고 친정하였다. 명성왕후는 왕대비가 된 이후, 조정의 일에 자주 간섭하여 남인들의 비난을 샀다. 숙종은 어린 나이에 즉위한 다른 왕들과 달리 어머니의 간섭이나 지시를 꺼려하였고, 내키지 않으면 따르지 않았다.
 
자전(慈殿, 명성왕후)이 번번이 구신(舊臣)이 쫓겨나면 임금(숙종)에게 울며 말하였으나,
임금이 따르지 않으므로 외조부인 김우명이 임금을 사사로이 모시고 말하기를,
 "요순(堯舜)의 도(道)는 부모에 대한 효도와 형제에 대한 우애일 뿐이며,
  자전의 분부가 지극히 마땅한데 어찌하여 받들어 따르지 않습니까?" 하면,
임금이 입을 다문채 아무 말도 하지 않고 언짢아하였다.
 — 《숙종실록》 3권,
숙종 1년(1675년 청 강희(康熙) 14년) 3월 15일 (계유)

### 홍수의 변

#### 배경
명성왕후는 나이 어린 숙종의 주위에 종친의 세력이 커지는 것을 경계하였기 때문에 당시 '삼복(三福)'이라 불리며 효종과 현종의 총애를 받던 인조의 손자이자 인평대군의 세 아들인 복창군(福昌君)과 복선군(福善君), 복평군(福平君)을 숙종의 왕권에 위협이 된다고 판단하였다.
이에 명성왕후와 김우명은 복창군과 복평군이 국왕의 총애를 믿고 궁중에 빈번히 출입하여 궁인들을 희롱하고, 인선왕후의 국상중에 현종의 승은을 입은 나인 김상업과, 내수사의 시녀인 귀례와 성관계를 맺었다고 주장하며 이들을 제거하려 하였다.
이 사건이 바로 ‘홍수의 변’이며, 홍수(紅袖)란 '붉은 옷소매'라는 뜻으로 궁녀를 지칭한다.

#### 경과

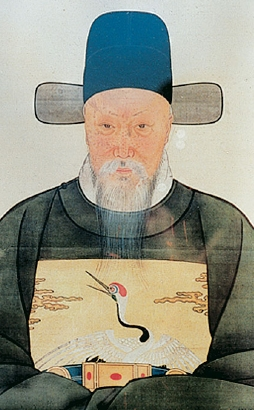
김육 (1580-1658)
----명성왕후의 할아버지이자 김우명의 아버지로, 효종대에 영의정을 지냈으며 대동법의 전국적인 확대를 건의하였다. 정조 비 효의왕후의 6대조이다.

김석주 (1634-1684)
----명성왕후의 사촌 오빠이며, 김우명의 형인 김좌명의 아들이자 김육의 손자이다. 선조의 셋째 딸인 정숙옹주의 외손자이기도 하다. 경신환국을 기획하여 남인을 축출하는데 앞장섰다.

명성왕후의 한글 어필

1675년(숙종 1년), 숙종의 외할아버지인 청풍부원군 김우명은 차자를 올려 숙종의 당숙이자 현종의 사촌 형제들인 복창군과 복평군 형제가 궁인과 간통하여 자식을 낳았으니 처벌할 것을 청하는 차자를 올렸다.
의금부에서 복창군과 복평군, 나인 김상업을 잡아들여 신문하고 명성왕후는 궁녀 귀례를 따로 붙잡아 장을 치며 직접 신문하였다. 명성왕후의 증언 외에 구체적인 증거가 나오지 않자 숙종은 남의 말만 믿고 종친을 의심했다며 이들을 석방하였다.
이에 남인의 윤휴와 허목은 오히려 이 사건의 차자를 올린 명성왕후의 아버지 청풍부원군 김우명을 반좌율(무고죄를 무고한 내용에 기준하여 처벌하는 것)로 처벌할 것을 청하였다.

친정아버지 김우명이 법에 따라 처벌을 받게 될 위기에 놓이자, 명성왕후는 숙종이 집무를 보는 편전으로 나아가 대신들 앞에서 통곡을 하며 복창군과 복평군이 궁녀들과 간통한 것은 사실이며 현종과 대왕대비(장렬왕후)도 이미 아는 사실이니 이들을 처벌해야 한다고 호소하였다.

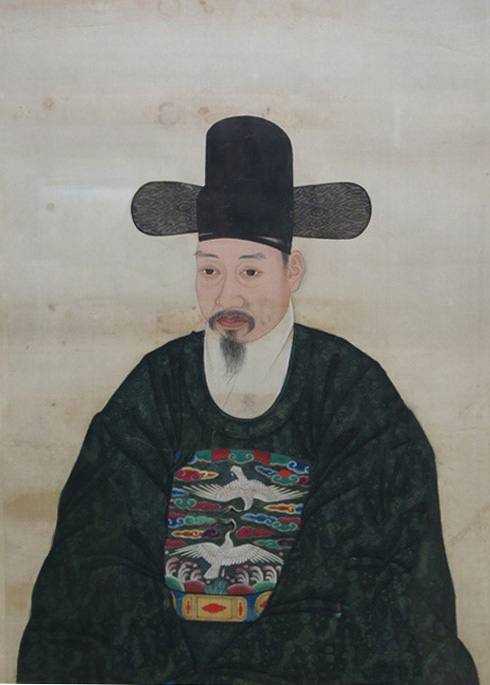
청풍부원군 김우명 (1619-1675)
----명성왕후의 아버지로, 홍수의 변 사건으로 인해 정치적으로 실각하고 곧이어 병사하였다.

 
김우명(金佑明)을 패초(牌招, 승지가 왕명을 받고 신하를 부름) 하였으나, 오지 않았다.
(중략)
때가 이미 어두웠으므로 전상(殿上)에는 촛불이 밝게 비쳤다.
대신 이하가 들어가 자리에 가서 부복(俯伏)하니,
문짝 안에서 부인(婦人)의 울음소리가 나므로
비로소 자전(慈殿, 명성왕후)이 나와 있는 것을 알았다.

허적이 말하기를,
"이는 무슨 까닭입니까? 신(臣)들은 황공하여 어찌할 바를 모르겠습니다."
하니, 임금이 말하기를,
"나는 내간(內間)의 일을 모르므로,
 자전(명성왕후)께서 복평군(福平君) 형제의 일을 말하려고 여기에 나오셨다."
하였다.
(중략)
허적이 말하기를,
"자전께서 하교하시려는 일이라면 신들이 진실로 들어야 마땅하니,
 전하께서 안에 들어가 그 울음을 그치시도록 청하셔야 하겠습니다."
자전(명성왕후)이 말하기를,
"미망인이 세상에서 살 뜻이 없어 늘 죽지 못한 것을 한탄하는데,
 이제 망측한 일이 있어 선조(先朝, 현종)에 관계되니, 대신에게 말하지 않을 수 없다.
 선왕(현종)께서 복창군(福昌君) 형제를 두텁게 사랑한 것을 외신(外臣)들이 아는 바인데,
 궁중에서 예모(禮貌)가 지극히 엄하여 나도 선왕의 지극하신 뜻을 몸받아
 차이 없이 대우하였다.
 이제 이들이 범한 것은 내가 잘 아는 바이나,
 드러나게 되면 죽을 처지에 나아가게 될까 염려되므로,
 내가 편의한 대로 처치하려 하였는데, 주상(主上, 숙종)은 어려서 곡절을 모르신다.
(중략)
 이 목숨은 돌볼 것도 못되나,
 선왕께서 이들을 친애하여 죄를 덮어 주려 하신 것이 도리어 무함으로 돌아가니,
 드러내어 밝히지 않고 죽으면 지하에서 선왕을 뵐 수 없을 것이기 때문에,
 우선 죽는 것을 참고 대신에게 말하려는 것이다."
(중략)
하고, 이어서 또 울면서 말하기를,
"모진 목숨이 이제까지 죽지 않고 이런 망극한 변을 당하였다.
 이제 이 일을 당하여 선왕의 누가 될까 염려되므로, 한 몸의 옳고 그름을 헤아리지 않고
 신하들에게 한 번 드러내어 밝히고 나서 죽는 것이 쾌할 따름이다."
 — 《숙종실록》 3권,
숙종 1년(1675년 청 강희(康熙) 14년) 3월 14일 (임신)
명성왕후가 편전에 들어와 숙종과 대신들에게 말한 내용은 다음과 같다.
 
- 효종과 인선왕후가 삼복 형제(복창군 · 복선군 · 복평군)를 아들처럼 여겨
궁중에서 양육하였는데 복창군과 복평군이 인선왕후의 상 중에
나인 김상업(金常業), 귀례(貴禮)와 간통하였다.

- 이전에도 이들 형제는 선왕(현종)의 총애를 믿고 궁궐에 자주 드나들며
나인들을 희롱하거나 서로 통정하기까지 하였다.

- 나인 김상업은 선왕(현종)의 승은을 입은 자이다.

- 복창군은 김상업에게, 복평군은 귀례에게 연분의 마음을 품고 궁중에서 서로 희롱하였고
복평군과 귀례는 사람들의 눈을 피해 회상전의 월랑에서 밀회하였다.

- 당시 선왕(현종)께서도 이 사실을 알고
'남녀의 욕정은 남이 제지하기 어려운 것인데,
지금 복창군의 기색을 보니 큰 우환을 일으킬 것이다'라고 말씀하시면서도
이 사실이 알려져 대신들이 삼복 형제의 죄를 청하게 된다면
이들이 죽음을 면치 못할 것이기에 속으로 삭이고 인내하시다가 승하하셨다.

- 내가 무엇때문에 모함을 하겠는가?
이때 궁중 깊숙한 일을 나이 어린 주상(숙종)이 어떻게 알 수 있었겠는가?

- 이들의 죄상이 이처럼 명백한데, 주상께서는 사사로운 정에 이끌려
다만 파직하여 내치게 하시고, 나인은 죄주어 궁중에 출입하지 못하게 했다.

- 이들의 죄는 대왕대비(장렬왕후)께서도 아시는데
주상께서 어려서 내간의 일을 모르면서 내 말은 듣지 않으셨다.

- 이대로 두면 궁중이 어지러워질것이므로 내가 아버지(청풍부원군 김우명)에게 말하여
'아버지가 주상께 차자를 올려 주청드리시라' 한 것이다.

- 그런데도 주상(숙종)은 남의 말을 믿고, 내게 '사람을 망측하게 모함한다'고 말씀하셨다.
이 일을 잘 아는 사람이 나인데도 주상이 이처럼 의심하신다.
오늘 대신들이 모인 자리에서 이 일을 말하지 않으면 언제 말하겠는가?

- 선왕(현종)께서 선처(善處)하지 못하시어 오늘의 일이 있게 되었으니,
다시 무슨 말을 하겠는가?
오직 대신에게 어린 임금을 보도하여 나라의 일을 잘 다스리기를 바랄 뿐이다.
그러면 내가 죽어도 한이 없겠다.

#### 결과
명성왕후가 선왕(현종)과의 내밀하고 사적인 이야기를 회상하며 언급하였기 때문에 궁중 깊숙한 곳에서 일어난 사건에 대해 대신들은 더 이상 명성왕후를 의심하는 말을 하지 못하고 김우명에 대한 공격도 하지 못하게 되었다.
숙종은 복창군과 복평군, 김상업, 귀례를 정배하는 것으로 사건을 마무리했다. 이후 숙종은 복창군 형제를 귀양지에서 방면함으로써 사실상 이들에게 힘을 실어주었다.
남인들은 명성왕후를 조선 중기 중종의 계비로서 권력을 휘두른 문정왕후에 빗대어 '문정왕후를 다시 보겠다'라며 명성왕후의 정치 간섭을 비난하였다. 이 사건으로 별다른 정치적 이득 없이 큰 망신을 당한 명성왕후의 아버지 김우명은 두문불출하다 화병으로 사망하였고, 이 사건을 계기로 서인과 남인의 관계는 더욱 악화되었다.

### 홍수의 변 이후
1675년(숙종 1년) 홍수의 변 이후 서인과 김우명의 입지가 좁아지고 연이어 아버지 김우명이 화병으로 죽자, 식음을 전폐하고 언문(한글)으로 교지를 내려 자결하겠다는 뜻을 밝혔다.
| “ | 살아서 쓸모가 없고 죽어야 할 사람이 이제까지 살아 있는 것이 고통스럽다. 이제 나라의 일을 돌아보라고 말들 하지마는, 내가 있어서 조금이라도 나라에 유익함이 있다면 어찌 한갓 애통한 것만을 생각하여 이렇게 하겠는가? 차마 들을 수 없는 욕(辱)이 선왕(先王)에게 미치었고, 나로 말미암아 주상의 성덕(聖德)에 해로움이 많구나. 이제까지 살아 있는 탓으로 차마 이와 같은 말을 들은지라 오직 속히 죽기로 정하였는데, 또 망극한 변을 만났으니 어떻게 마음을 정해야 할런지 모르겠다. 정신이 혼미하여 오직 입을 다물고 말하지 않고서 죽기로 정하였다. | ” |
|   | — 《숙종실록》 4권, 숙종 1년(1675년 6월 21일) |   |

1676년(숙종 2년), 현열왕대비(顯烈王大妃)의 존호를 받았다.

### 경신환국

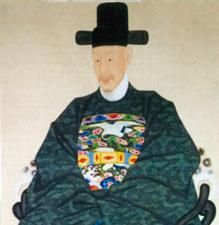
허적 (1610-1680)
----남인의 영수이자 명성왕후의 정적으로 경신환국 때 아들 허견과 처형되었다.

1680년(숙종 6년) 숙종은 남인의 세력이 커지는 것을 경계하여 경신환국을 일으켰다. 남인의 윤휴는 홍수의 변 당시 명성왕후의 정치 간섭을 비난하며 숙종에게 '왕대비(慈聖)를 조관(照管)하라'라고 하였는데 이는 곧 '어머니 단속 좀 잘해라'와 같은 의미였다. 이 수년전의 발언으로 윤휴는 서인의 공격을 받아 사사되었다.
남인의 영수 허적의 서자인 허견의 아내 홍예형은 명성왕후의 아버지 김우명의 첩 홍씨와 서로 자매였다. 김우명의 첩인 홍씨가 여동생의 남편인 허견과 말다툼을 하다 허견에게 맞아 이가 부러지는 일이 발생하였다. 비록 첩이지만 명성왕후의 서모(庶母)를 폭행한 허견을 숙종은 좋게 보지 않았다. 당시 허견의 아버지 허적이 사실무근이라며 상소하자 숙종은 따뜻한 비답을 내려 사건을 무마하였다.
하지만 내심 허적의 세력이 커지는 것을 경계하던 숙종은 명성왕후의 사촌 오빠이자 김좌명의 아들인 김석주의 주도하에 허견이 삼복 형제(복창군, 복선군, 복평군)와 역모를 꾸몄다는 고변을 빌미삼아 삼복의 옥에 연루시켜 관련된 이들을 모두 처형하였다.
이로써 명성왕후의 정적이자 홍수의 변 당시 명성왕후와 김우명을 비난한 허적과 윤휴가 사사되고, 종친 복창군과 복선군 또한 처형되었으며 허목은 좌천되었다. 남인은 기사환국 전까지 10년간 정계에서 밀려났다. 이후 국왕 주도하에 서인을 중심으로 하는 정권이 구성되었으며 경신환국의 처리 과정에서 서인 내에 내분이 일어나 노론과 소론으로 분열되었다.

### 경신환국 이후
1680년 10월, 며느리 인경왕후가 죽자 명성왕후는 새로운 중전을 간택할 것을 지시하였는데, 대신들이 너무 이르다고 하자 '강한 나라가 옆에 있으니, 고집할 수 없다'고 하며 다음해 5월, 서인의 영수 송준길의 외손녀인 인현왕후 민씨를 새로운 중전으로 맞이하였다. 이후 숙종이 남인 출신의 궁인 장씨(희빈 장씨)를 총애하자 이를 경계하여 장씨를 궁궐 밖으로 내쫓았다.
 
장씨(張氏, 희빈 장씨)를 책봉하여 숙원(淑媛)으로 삼았다.
(중략)
장씨는 나인(內人)으로 뽑혀 궁중에 들어왔는데 자못 얼굴이 아름다웠다.
경신년(1680년) 인경왕후(仁敬王后)가 승하한 후 비로소 은총을 받았다.
명성왕후(明聖王后)가 곧 명(命)을 내려 그 집으로 쫓아내었는데,
숭선군(崇善君) 이징(李澂)의 아내 신씨(申氏)가 기화(奇貨, 이익을 얻기 위한 좋은 기회나 도구)로 여겨
자주 그 집에 불러들여 보살펴 주었다.
신유년(1681년)에 내전(內殿, 인현왕후)이 중전(中殿)의 자리에 오르자
그 일을 듣고서 조용히 명성왕후에 아뢰기를,
"임금의 은총을 입은 궁인이 오랫동안 민간에 머물러 있는 것은 사체(事體)가 지극히 미안하니
 다시 불러들이는 것이 마땅할 듯합니다."
하니, 명성왕후가 말하기를,
"내전(內殿)이 그 사람(희빈 장씨)을 아직 보지 못하였기 때문이오.
 그 사람이 매우 간사하며 악독하고, 주상이 평일에도 기쁨과 노여움의 감정이 느닷없이 일어나시는데,
 만약 총애를 받게 되면 국가의 화가 됨은 말로 다할 수 없을 것이니,
 내전은 후일에도 마땅히 나의 말을 생각해야 할 것이오." 하였다.
내전(인현왕후)이 말하기를,
"어찌 아직 일어나지도 않은 일을 미리 헤아려 국가의 사체(事體)를 돌아보지 않으십니까?"
하였으나, 명성왕후는 끝내 허락하지 않았다.
 — 《숙종실록》 17권,
숙종 12년(1686년 청 강희(康熙) 25년) 12월 10일 (경신)

## 최후

### 사망
1683년(숙종 9년), 숙종이 기질(奇疾)에 걸려 사경을 헤매게 되자 평소 무속 신앙을 신봉했던 명성왕후는 숙종의 무사쾌유를 기원하는 굿을 하였는데 무녀 막례가 '왕에게 삼재(三災)가 있어 기질을 앓고 있는 것이니 현왕의 쾌유를 위해서는 왕의 어머니가 삿갓을 쓰고 홑치마만 입은 채 물벌을 서야 한다'고 계시를 내리자 명성왕후는 무당의 터무니없는 주장을 받아들여 혹독한 겨울 날씨에 삿갓을 쓰고 홑치마만 입은 채 물벼락을 맞았다.
 
임금의 병이 위독하였을 때 자성(慈聖, 명성왕후)의 근심이 너무 지나친 나머지
속세의 미신을 믿고 목욕 재계 하였는데, 이로 인하여 병에 걸려 오랫동안 낫지 않았다.
이때에 이르러 날로 점차 위독해졌다.
 — 《숙종실록》 14권,
숙종 9년(1683년 청 강희(康熙) 22년) 11월 30일 (정유)
결국 이 후유증으로 지독한 독감을 얻어 그해 12월 5일, 창경궁 저승전(儲承殿)에서 훙서하였다.
명성왕후의 사후에 무녀 막례가 평소 옥교를 타고 궁에 예사로이 출입을 한 사실이 비판을 받게 되었고, 무녀의 계시로 명성왕후가 사망에 이르렀으니 당연히 처형해야 한다는 주장이 일어났지만 숙종은 평상시에 사리분별이 분명한 명성왕후가 무녀의 말에 선동될 리 없다는 반응을 보이며 막례를 유배를 보내는 것으로 종결하였다.
 
임금이 두질(痘疾)을 앓았을 때
무녀 막례(莫禮)가 술법을 가지고 궁궐에 들어와 기양법을 행하였는데,
대비(大妃)가 매일 차가운 샘물로 목욕할 것을 청하고,
궁인들을 꾀어 재화(財貨)와 진귀한 보물을 많이 취하였으며,
출입시에는 항상 교자(轎子)를 타고 다녔으므로, 듣는 사람들이 놀라고 분하게 여겼다.
 
 — 《숙종실록》 14권,
숙종 9년(1683년 청 강희(康熙) 22년) 12월 15일 (임자)

### 능묘

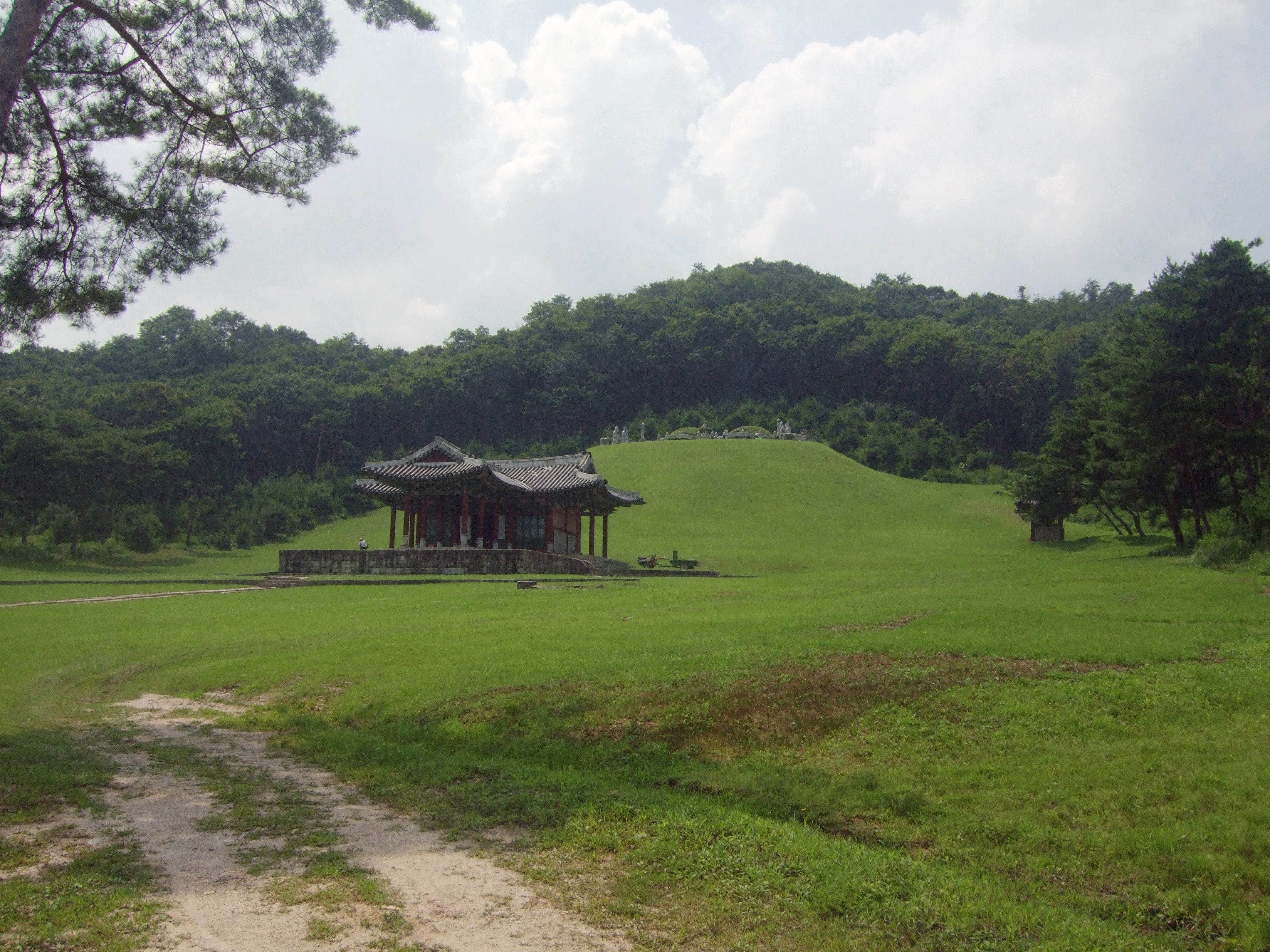
현종과 명성왕후의 능인 숭릉

능은 경기도 구리시 동구릉 내에 현종과 합장되어 있는 숭릉(崇陵)이다.

### 존시
시호는 명성(明聖)이며 사방(四方)을 굽어보는 것을 ‘명(明)’이라 하고, 착함을 드날리고 간소함을 편 것을 ‘성(聖)’이라 하였다. 존시는 현열희인정헌문덕명성왕후(顯烈禧仁貞獻文德明聖王后)이다.

## 가족 관계
| 조선의 왕비 | 명성왕후 김씨 明聖王后 金氏 | 출생                                                   | 사망                                                                    |
| 조선의 왕비 | 명성왕후 김씨 明聖王后 金氏 | 1642년 6월 3일 (음력 5월 17일) 조선 한성부 장통방 사저 | 1684년 1월 11일 (1683년 음력 12월 5일) (41세) 조선 한성부 창경궁 저승전 |

|    |                                     | 본관 | 생몰년          | 부모                              | 비고 |
| -- | ----------------------------------- | ---- | --------------- | --------------------------------- | ---- |
| 부 | 청풍부원군 김우명 淸風府院君 金佑明 | 청풍 | 1619년 - 1675년 | 김육 金堉 해평 윤씨 坡平 尹氏     |      |
| 모 | 덕은부부인 송씨 德恩府夫人 宋氏     | 은진 | 1621년 - 1660년 | 송국택 宋國澤 진주 강씨 晋州 姜氏 |      |

| 조선 제18대 국왕 | 현종 顯宗 | 출생                                           | 사망                                                          |
| 조선 제18대 국왕 | 현종 顯宗 | 1641년 3월 4일 (음력 2월 4일) 청나라 심양 질관 | 1674년 9월 7일 (음력 8월 18일) (33세) 조선 한성부 창덕궁 재려 |

| 작호 | 작호              | 이름            | 생몰년          | 배우자                                                                              | 비고        |
| ---- | ----------------- | --------------- | --------------- | ----------------------------------------------------------------------------------- | ----------- |
| -    | 공주              |                 | 1658년 - 1658년 |                                                                                     |             |
| 장녀 | 명선공주 明善公主 | 1659년 - 1673년 | 미혼            |                                                                                     |             |
| 장남 | 숙종대왕 肅宗大王 | 순 焞           | 1661년 - 1720년 | 인경왕후 김씨 仁敬王后 金氏 인현왕후 민씨 仁顯王后 閔氏 인원왕후 김씨 仁元王后 金氏 | 제19대 국왕 |
| 차녀 | 명혜공주 明惠公主 |                 | 1662년 - 1673년 | 미혼                                                                                |             |
| 삼녀 | 명안공주 明安公主 | 온희 溫姬       | 1665년 - 1687년 | 해창위 오태주 海昌尉 吳泰周                                                         |             |

| 명선공주 | 숙종대왕                                          | 명혜공주 | 명안공주  |
| -------- | ------------------------------------------------- | -------- | --------- |
| -        | 경종대왕 景宗大王 영조대왕 英祖大王 연령군 延齡君 | -        | 오원 吳瑗 |

## 명성왕후가 등장하는 작품

### 드라마
- 《조선왕조 오백년 - 인현왕후》 (MBC, 1988년, 배우:김해숙)
- 《장희빈》 (SBS, 1995년, 배우:견미리)
- 《장희빈》 (KBS2, 2002년~2003년, 배우:김영애)
- 《동이》 (MBC, 2010년, 배우:박정수)
- 《마의》 (MBC, 2012년~2013년, 배우:이가현)
- 《장옥정, 사랑에 살다》 (SBS, 2013년, 배우:김선경)

### 영화
- 《궁녀》 (2007년) - 예수정

## 같이 보기
| - 현종 - 숙종 - 인경왕후 - 인현왕후 - 희빈 장씨 - 장렬왕후 - 인선왕후 - 홍수의 변 - 경신환국 - 삼복의 옥 - 김우명 - 김육 - 김석주 | - 서인 - 남인 - 복창군 - 복선군 - 복평군 - 송준길 - 송시열 - 허적 - 허견 - 허목 - 윤휴 |

### 주해
1. ↑  옥교를 탈 수 있는 것은 당상관의 어머니와 아내, 며느리 뿐이다. 희빈 장씨의 생모는 당하관의 처로서 옥교를 타고 궁에 입궁하였다고 하여 왕명을 상징하는 동패를 보였음에도 불구하고 옥교에서 강제로 끌어내려져 폭행을 당했다.
2. ↑  맹주서의 아들 신안위(新安尉) 맹만택(孟萬澤)과 혼인이 예정되어 있었으나 혼례전에 명선공주가 죽자 현종은 신안위의 작호를 삭탈하고 맹만택의 새로운 혼인을 허락하였다.
3. ↑  신정의 아들 동안위(東安尉) 신요경(申堯卿)과 혼인이 예정되어 있었으나 혼례전에 명혜공주가 죽자 현종은 동안위의 작호를 삭탈하고 신요경의 새로운 혼인을 허락하였다.

| 전임 인선왕후 | 조선의 왕후 1659년 ~ 1674년 | 후임 인경왕후 |